# Alexandr Ivanovič Oparin
Alexandr Ivanovič Oparin (rusky Алекса́ндр Ива́нович Опа́рин; 18. únorajul./ 2. března 1894greg. – 21. dubna 1980) byl ruský a sovětský biolog a biochemik, autor jedné z hypotéz vzniku života na Zemi procesem abiogeneze (chemické evoluce), tzv. hypotézy koacervátů.

## Hypotéza koacervátů
Definoval (1922) a publikoval (1924) tzv. hypotézu koacervátů – hypotézu postupného vzniku života na Zemi z anorganických látek (abiogeneze), a to nejprve chemickými reakcemi, biochemickým procesem a nakonec biologickou cestou (evoluce, fylogeneze, ontogeneze, dědičnost, výběr). První fáze této hypotézy – přeměna anorganických látek na jednoduché organické – byla ověřena v roce 1952 v experimentu Stanleya Millera a Harolda Ureya. Výsledky experimentu byly zveřejněné v roce 1953 v University of Chicago.
V současné době byla hypotéza koacervátů jako celek opuštěna, protože neumí vysvětlit vznik genetického kódu, DNA apod.

## Sovětská ocenění
Oparin byl nositelem titulů hrdina socialistické práce (1969), laureát Leninovy ceny (1974), držitel Lomonosovy zlaté medaile (1979) za výjimečné úspěchy v biochemii. Byl také oceněn pěti Leninovými řády.

## Dílo
Výběr z Oparinových děl.
- Произхождение жизни. М. Московский рабочий, 1924
- Возникновение жизни на Земле. М. Изд-во АН СССР, 1957
- Жизнь, ее природа, происхождение и развитие. Ин-т биохимии. М.: АН СССР, 1968
- Возникновение жизни на Земле. 3.е издание, полностю переработанное, М. Изд-во АН СССР, 1957
- Материя – жизнь - интеллект. М. Наука 1977
- Проблема происхождения жизни в свете достижений современного естествознания, в книге: Философские проблемы современного естествознания. М. 1959
- Возникновение жизни на Земле. In: Труды Международного симпозиума. 10 – 24 августа 1957 г. М. Изд-во АН СССР, 1959
- Произхождение предбиолонических систем. Перевод с англ. / Пол ред. А.И. Опарина. М. Мир, 1966
- Пути начального формирования обмена веществ и искусственное моделирование этого формирования в коацерватных каплях. In:: В книге: Происхождение предбиологичеких систем. М., 1966